# Laura Rizzotto
Laura Rizzotto, (Rio de Janeiro, 1994. július 18. –) lett származású brazil énekesnő. Ő képviselte Lettországot a 2018-as Eurovíziós Dalfesztiválon, Lisszabonban, a Funny Girl (magyarul: Vicces lány) című dallal. A második elődöntőből nem sikerült továbbjutnia, itt a 12. helyen végzett 106 ponttal.

## Diszkográfia

### Nagylemezek
- Made in Rio (2011)
- Reason to Stay (2014)

### Kislemezek
- 2011 - Friend in Me
- 2014 - Reason to Stay
- 2014 - Teardrops
- 2014 - Love It (The World Cup Song)
- 2017 - The High
- 2017 - Cherry on Top
- 2017 - Red Flags
- 2017 - Funny Girl